# Fonamentació

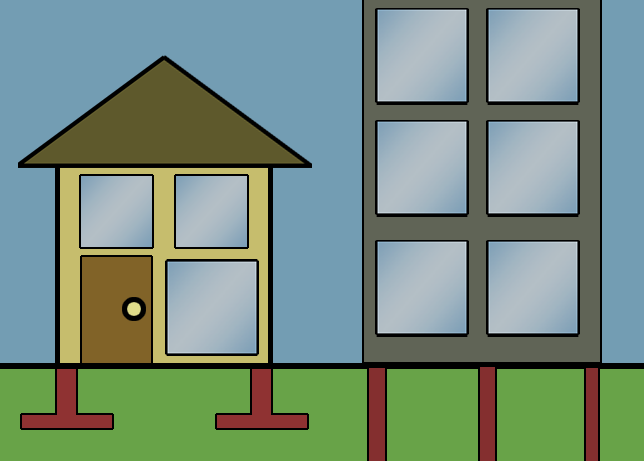
Fonamentació

El fonament, en enginyeria i arquitectura, és un element constructiu funcional constituït per dos components: L'element estructural o fonament pròpiament dit és qui té la funció de "rebre, donar resposta i transmetre al terreny o roca, els esforços que s'exerceixen sobre l'estructura resistent o en el mateix fonament; i el terreny o roca és el component que ha de suportar i donar resposta als esforços que els transmet el fonament durant tota la vida prevista de la construcció.
La dimensió i tipologia d'un fonament, es dissenya en funció dels esforços que ha de suportar i de la capacitat portant del terreny sobre el qual descansa. Es classifiquen en fonaments superficials i fonaments profunds.

## Fonaments superficials
Les fonamentacions superficials reparteixen la força que li transmet l'estructura a través dels seus elements de suport (pilars) sobre una superfície de terreny bastant gran que admet aquesta càrrega.
Una fonamentació es considera fonamentació superficial quan té entre 0,50 metres i 4 metres de profunditat. Es construeix amb aquesta tipologia quan les tensions admissibles de les diferents capes del terreny que es troben fins a aquesta cota permeten suportar l'edificació sense provocar assentaments excessius que puguin afectar la funcionalitat de l'estructura.
Tipus de fonaments superficials
- Sabata
- Llosa

## Fonaments Profunds
Les fonamentacions profundes són un tipus de fonamentacions que transmeten les càrregues fins als substrats aptes i resistents del sòl, quan aquests estan a certa profunditat.
S'opta per fonamentacions profundes :
- Quan els esforços transmesos per l'edifici no poden ser distribuïts suficientment a través d'una fonamentació superficial, i en la solució probable se sobrepassa la capacitat portant del sòl.
- Quan el terreny tendeix a patir grans variacions estacionals: per inflaments i retraccions.
- Quan els estrats pròxims al fonament poden provocar assentaments imprevisibles i a certa profunditat, cas que ocorre en terrenys de farciment o de baixa qualitat.
- En edificis sobre l'aigua.
- Quan els fonaments estan sol·licitats a tracció; tal com ocorre en edificis alts sotmesos a esforços per l'acció del vent, o en estructures que necessiten elements sotmesos a tracció per a assolir estabilitat, com estructures de cables o qualsevol estructura ancorada al sòl.
- Per a resistir càrregues inclinades, com aquells pilons que es col·loquen en els molls per a resistir l'impacte dels cascos de vaixells.
- Per al recalçament de fonaments existents.
Tipus de Fonaments Profunds
- Pilons: poden ser prefabricats o "in situ"
- Micropilons
- Murs-Pantalla

## Pilonsin-situ
Els pilons in situ, com el seu nom indica, són aquells que s'executen directament a l'obra, variant el sistema d'execució segons el tipus de sòl, l'entorn, la magnitud de les càrregues, etc.
En els pilons in-situ, hem de considerar el disseny tant pel que fa a la profunditat com al diàmetre. S'ha de posar especial atenció en la seva execució, ja que l'emmotllament dels pilots es fa a l'obra i de vegades en condicions que no són les més idònies per garantir-ne una bona realització. No s'han de produir buits, bosses d'aire, ni discontinuïtats, presència de llots ni rentats o segregació del formigó. Cal assegurar la no existència de sedimentacions al fons de l'excavació, ja que en cas contrari, i segons la naturalesa i la fondària del sediment, podrien produir-se fàcilment assentaments a l'hora d'entrar el pilot en càrrega.
L'armat tindrà un recobriment mínim, en funció de l'exposició als agents d'entre 2 i 4 centímetres. És aconsellable la col·locació de separadors per tal d'assegurar un recobriment correcte.
N'hi ha de diferents tipologies.

### CPI - 2
Aquest grup pertany al de pilons de desplaçament amb guaspa metàl·lica. Es tracta d'un piló realitzat mitjançant el clavat d'un tub d'acer, amb una boca interior tapada hermèticament amb una planxa metàl·lica denominada guaspa. És un piló que es fa sense extracció de terres, pel que durant la seva execució, no es pot comprovar la naturalesa del sòl que s'està travessant. El clavat d'un piló s'aconsegueix per mitjà del copejament directe d'una maça d'acer sobre el cap de la canonada.
L'accionament de la maça generalment és per aire. El piló es clava fins a la capa ferma i es pot comprovar la capacitat portant del sòl pel nombre de cops necessaris per aconseguir una penetració determinada. Hi ha fórmules que permeten calcular de manera força aproximada la capacitat de càrrega del piló. Un cop acabat el clavat, s'hi introdueix l'armat i es formigona la camisa clavada. El formigó serà de consistència fluida. A continuació, i utilitzant un dispositiu de connexió entre el cap de la canonada i la maça piconadora, s'extrau la camisa. Durant l'extracció es perd la guaspa, per això cal que la boca inferior de la canonada quedi sempre embeguda un mínim de dos diàmetres dins del formigó per tal d'evitar el seccionament del piló. El cop de maça durant l'extracció produeix un moviment alternatiu d'ascens i descens de la canonada que permet la vibració del formigó, la qual cosa ha donat nom al piló més conegut d'aquest tipus, el piló vibro. L'armat tindrà com a longitud mínima el més gran dels valors següents 6 metres o 9 vegades el diàmetre del piló.

### CPI - 3
Aquest grup es tracta de pilons de desplaçament amb taponament. És un piló de característiques semblants a l'anterior. Es clava un tub d'acer amb la boca inferior taponada per graves. La maça copeja per l'interior de la canonada sobre el tap de graves que va arrossegant la canonada cap a l'interior del terreny fins a arribar a la capa ferma, on el tap de graves queda perdut i forma una base eixamplada de la punta del piló. Les terres són desplaçades per la canonada cap a l'interior del terreny, ja que es tracta d'un piló clavat, per tant, la perforació es fa també sense extracció de terres. Un cop acabat el clavat, s'hi introdueix l'armat i es formigona la canonada clavada. El formigó introduït per tongades és piconat per copejament amb un picó que es deixa caure per l'interior de la camisa. El formigó emprat serà de consistència seca o plàstica.

### CPI - 4
Aquest grup pertany als pilons d'extracció amb camisa recuperable. La perforació es fa introduint una camisa d'acer al mateix temps que pel seu interior s'extrauen les terres. L'encamisat anirà sempre per davant de l'excavació. Les eines utilitzades per a l'extracció de les terres dependrà de la naturalesa del sòl i de la presència o no de nivell freàtic.
Quan calgui encastar a un terrenys molt durs o travessar estrats endurits molt compactes es recorre al trepant.
En pilons de gran diàmetre, per tal de facilitar la introducció de la camisa, s'utilitza un oscil·lador que mitjançant unes mordasses l'abraça i transmet els moviments convenients segons la direcció que interessi.
Un cop finalitzada la perforació, s'hi introdueix l'armat i es formigona per
‘interior de la canonada.

### CPI - 5
Aquest grup és d'extracció amb camisa perduda. És una variant del piló anterior, en què, a més, s'hi col·loca una camisa perduda del tipus OPI-1 formant part del piló. Tenen aplicació en terrenys on hi hagi coves produïdes per dissolució de roques càrstiques (CO o dolines (SOCa), quan es prevegi que pugui haver-hi corrents d'aigua o ambient agressius i per evitar la influència del fregament negatiu.

### CPI - 6
Al grup de pilons perforats sense camisa amb llots bentonítics la perforació es fa al mateix temps que s'aboquen al pou llots de bentonita que, per les seves propietats expansives i tixotrópiques, ajuden a la contenció de les parets. El pou quedarà ple d'una suspensió homogènia i estable de llots per tal que pugui haver-hi prou pressió sobre les parets i perquè, alhora, s'evitin possibles sifonaments.

### CPI - 8
Aquest és un grup de pilons barrinats i formigonat per la canonada central de la barrina. La perforació es fa amb una hèlix contínua fins a la profunditat de la capa ferma. Aquest sistema presenta dificultats per travessar capes intermèdies molt dures o per aconseguir encastaments a la capa ferma. Substitueix, amb avantatges, el sistema de perforació amb llots bentonítics quan els diàmetres dels pilons no són superiors a 100 centímetres.
El formigonat es farà de manera contínua bombant el formigó per mitjà de la canonada que constitueix l'eix de l'hèlix contínua. L'extracció de la canonada es farà procurant que la part inferior de la barrina, per on surt el formigó, estigui introduïda dins la columna de formigó a una alçada de l'ordre de dos diàmetres del piló.

## Pilons prefabricats
Els pilons prefabricats es construeixen per trams a les plantes de prefabricació i es claven posteriorment a l'obra. El formigó d'aquests pilons té una dosificació alta al voltant de 350 kg de ciment per metre cúbic de formigó. La col·locació en obra es fa per clavat mitjançant guies i maces piconadores sobre el cap de piló, el qual en aquesta zona està degudament reforçat. Els pilons es claven per trams de 6 metres i es connecten amb unions tipus caixa i espiga o baioneta. Els extrems dels trams porten el reforç corresponent. En ser peces de formigó prefabricat, el recobriment de les armadures es pot disminuir fins a 2,5 centímetres.
Hl ha la possibilitat de dotar la base del piló d'una guaspa d'acer, tipus punta Oslo, que facilita l'encastament als sòls molt resistents. Sense aquests dispositius la capacitat d'encastament d'aquests pilons és limitada, ja que es pot produir la fissuració del formigó.
Hi ha edificis fonamentats amb pilons prefabricats ja a l'època indicada dels pilons clavats in situ. Actualment es continuen utilitzant, sent la seva limitació la restricció imposada per l'entorn edificat.

## Problemes a la fonamentació
El fonament és un element constructiu que després de la seva execució queda enterrat i, per tant, fora d'una possible observació visual. Les lesions en edificis on la causa és el fonament apareixen en altres subsistemes constructius com ara l'estructura i els tancaments, i és basant-se en l'aparença i la situació d'aquestes lesions, que es pot interpretar que la causa ha estat la fonamentació. Les causes que majoritàriament poden provocar les lesions es poden classificar segons quin sigui l'agent desencadenant: el sòl o el fonament.
El sòl, en general, és un material heterogeni al qual difícilment li són aplicables, directament, les teories de la resistència de materials (elasticitat). El comportament dels edificis dependrà del tipus de sòl on es recolzen. Els terrenys granulars tenen uns assentaments més petits i més curts en el temps que els terrenys cohesius.
La major part dels fonaments estan construïts amb formigó en massa o formigó armat. En aquests edificis, les lesions originades per defectes o mancances en el fonament són degudes, majoritàriament, a errors en el projecte o en l'execució dels fonaments. La inexistència d'un estudi geotècnic fiable o l'excés de confiança en el coneixement d'experiències properes pot comportar riscs importants.

## Lesions als edificis
Les lesions aparents més comunes en els edificis, degudes als fonaments, es poden resumir en:
- Deformacions: desploms
- Fissures o esquerdes, segons la grandària: per assentaments (verticals) i/o desplaçaments (horitzontals)
- Degradacions dels materials components per atac del medi
- Col·lapses parcials o totals

De l'observació d'un desplom (gir d'un edifici pel que fa al seu peu) que pot passar en aquells edificis que per la seva rigidesa es comporten d'una forma unitària, es pot identificar la zona on el terreny és més compressible, en una
lesió típica d'edificis en Torre, Sitges, etc.
De l'observació de la lesió en forma de fissura o d'esquerda, hem de fer les
consideracions següents:
- La seva situació i la seva forma
- Cap on es tanca o s'obre
- Entre els llavis d'obertura: s'ha conservat el pla?, un baixa més que l'altre?, hi ha un canvi d'aplom?
- Està estabilitzada?

Un canvi del pla vertical dels llavis d'una esquerda pot indicar-hi un assentament. Una obertura sense canvi de pla vertical pot indicar-hi un desplaçament horitzontal, un canvi d'aplom entre els llavis pot indicar-hi un desplaçament en sentit perpendicular a l'obertura o bé un gir, etc. L'experiència en el coneixement de molts casos similars potser és la millor eina per desxifrar el que vol dir una lesió en forma de fissura o d'esquerda.
Els motius pels quals poden aparèixer lesions del mateix tipus que les esmentades poden ser diversos i, per tant, cal evitar confondre'ls, ja que es podrien produir errors considerables.

## Deformacions verticals: assentaments
La causa principal de lesions en els edificis degudes als terrenys són els assentaments, definint per assentament la consolidació sota càrrega d'un sòl. Aquesta consolidació dependrà, naturalment, dels tipus de sòl i, per tant, de la deformació màxima a assolir per aquest, i del temps necessari per arribar-hi. Un mateix assentament pot provocar lesions diferents pel mateix tipus estructural segons en sigui la qualitat en l'execució. S'han de distingir dos tipus d'assentaments, els totals i els diferencials, referits aquests últims a la diferència d'assentaments dins d'uns mateixos fonaments.

## Deformacions verticals: desploms
En edificis aïllats o entre juntes de dilatació, els desploms o la inclinació vertical màxima admissible en els edificis es pot avaluar en un 1/750 de l'alçària total de l'edifici. La separació entre edificis que això comporta evita que un edifici es pugui recolzar damunt d'un altre.

## Lesions per assentament en edificis amb estructura d'obra de fàbrica
Les lesions que poden aparèixer en els edificis dependran de la major o menor facilitat que tinguin les seves estructures i els tancaments per a absorbir traccions.
Pel que fa als edificis amb estructura i amb tancaments de materials de comportament petri (pedra, maó, bloc de morter…) ¡ a la vegada homogenis, les lesions típiques són coincidents amb les isostàtiques de compressió. Això ens permetrà, segons la situació i la direcció de la lesió, determinar quin tipus d'assentament l'ha provocada: extrem, central, amb un àmbit curt o llarg, etc.
Si els assentaments són curts predomina dins de les sol·licitacions l'esforç tallant, mentre que en els assentaments molt llargs la sol·licitació predominant són els esforços normals. La presència d'elements resistents a la tracció com ara cèrcols, jàsseres o dintells pot modificar el traçat de la lesió. En aquest cas les lesions acostumen a ser menys importants. També l'existència d'obertures en els paraments afectats per l'assentament modifica la forma i la situació de la lesió.
Així mateix, deficiències constructives locals, com ara junts freds en la realització d'obra de fábrica, poden distorsionar la imatge de la lesió. No s'ha de confondre els assentaments amb els desplaçaments; els primers són deformacions verticals, mentre que els segons en són horitzontals. Tampoc no es pot descartar la possibilitat que ambdós moviments es produeixin alhora. Els edificis suprarígids poden presentar, davant un assentament, un comportament solidan tot ell. Exemples, els podem trobar en les estructures en torre (la Torre de Pisa) i en els edificis antisísmics.

## Les lesions per assentament en edificis amb estructura porticada
Pel que fa a les estructures porticades de formigó o d'acer, els primers elements constructius que solen manifestar aquests tipus de lesions són els tancaments (parets, envans…) a causa de la seva rigidesa i, encara més, quan els tancaments s'han construït atracats a l'estructura.
En estructures metàl·liques els assentaments es manifesten en forma de deformacions mentre que en les de formigó les lesions són fissures o esquerdes. El més desfavorable és que els esforços del moment flector o d'esforç tallant que es generen són de diferent signe que els normalment considerats i afecten, per tant, en zones de jàsseres poc armades.